# MACHO
MACHO (англ. MAssive Compact Halo Object, масивний компактний об'єкт гало) — тьмяні астрономічні тіла зоряних або планетних мас, які можуть входити до складу темної матерії в галактичних гало. Оскільки MACHO взагалі не світять або світять дуже тьмяно, їх важко виявити астрономічними методами. Кандидатами в MACHO є чорні діри, нейтронні зорі, коричневі карлики, міжзоряні планети, білі карлики та дуже тьмяні червоні карлики. Експерименти з гравітаційного мікролінзування показують, що MACHO зоряних або планетних мас можуть відповідати лише за невелику частку темної матерії в гало нашої Галактики.
Термін був введений астрофізиком Кімом Грістом. Він є не просто акронімом, а і своєрідним каламбуром: альтернативна модель темної матерії, складеної з елементарних частинок, називають WIMP (англ. «слабак»; weakly interacting massive particles, слабко взаємодіючі елементарні частинки), і MACHO («мачо») як би протиставляється цьому слабаку. Модель, в якій темна матерія складена зі ще масивніших об'єктів — цілих скупчень зір або субзір — називають RAMBO (відсилає до персонажа Джона Рембо; robust associations of massive baryonic objects, міцна асоціація масивних баріонних об'єктів).

## Спостережні пошуки
MACHO можна виявити у подіях гравітаційного мікролінзування, коли масивний об'єкт проходить перед далекою зорею, його сила тяжіння викривляє світло зорі, і зоря на деякий час виглядає яскравішою. Кілька наукових груп шукали MACHO за допомогою мікролінзування. Ці групи спростували можливість того, що темна матерія складається з MACHO з масою в діапазоні 10−8 маси Сонця (0,3 маси Місяця) до 100 мас Сонця. Одна група, колаборація MACHO, у 2000 році стверджувала, що знайшла достатньо подій мікролінзування, щоб пояснити близько 20 % темної матерії в Галактиці за допомогою MACHO із середньою масою приблизно 0,5 маси Сонця. Втім інша група, колаборація EROS2, не підтверджує результати групи MACHO і не знаходять такої кількості подій мікролінзування. Об'єкти таких мас могли б бути білими або червоними карликами, які не зовсім темні, і огляди власних рухів зір за допомогою космічного телескопа Габбла могли б їх виявити, чого не відбувається. Спостереження телескопа Габбл свідчать, що на червоні карлики припадає менше одного відсотка маси гало.

## Типи
Інколи до MACHO включають чорні діри. Ізольовані чорні діри без акреційних дисків навколо них справді чорні, оскільки вони не випромінюють світла (за виключенням гіпотетичного випромінювання Гокінга), і будь-яке світло, яке потрапляє на них, поглинається, а не відбивається. Ізольовані чорні діри можна виявити лише за допомогою гравітаційного лінзування.
Нейтронні зорі складені з речовини, схожої на матеріал атомного ядра, який називається нейтронною матерією. Достатньо старі нейтронні зорі можуть бути достатньої холодними, щоб їх було складно побачити. Вони теж могли б бути відповідальними за темну матерію.
Подібним чином старі білі карлики також можуть охолоджуватись і згасати, зрештою стаючи чорними карликами, хоча вважають, що Всесвіт не є достатньо старим, щоб будь-яка зоря досягла цієї стадії.
Коричневі карлики також висувають як кандидати в MACHO. Вони не мають достатньої маси для початку термоядерного синтезу водню на гелій, тому вони світять дуже тьмяно завдяки енергії їхнього гравітаційного стискання та термоядерних реакцій за участю менш поширених елементів. Огляд подій гравітаційного лінзування в напрямку Малої Магелланової Хмари та Великої Магелланової Хмари не виявив очікуваної кількості та подій мікролінзування, щоб можна було пояснити коричневими карликами значну частку темної матерії.

## Теоретичні міркування
Теоретичні дослідження також показують, що стародавні MACHO навряд чи здатні пояснити значну частку темної матерії. Великий вибух, за сучасними уявленнями, не міг створити необхідну для утворення цих MACHO кількість баріонів і водночас відповідати спостережуваній поширеності хімічних елементів, включно з великою кількістю дейтерію. Крім того, окремі спостереження баріонних акустичних осциляцій, як у космічному мікрохвильовому фоні, так і у великомасштабній структурі Всесвіту, встановлюють обмеження на співвідношення баріонів до загальної кількості речовини. Ці спостереження показують, що необхідна велика частка небаріонної матерії незалежно від наявності чи відсутності MACHO. Однак кандидати в MACHO, такі як первісні чорні діри, можуть утворюватися з небаріонної матерії (з добаріонних епох раннього молодого Всесвіту).